# 櫻井拓章
櫻井 拓章（さくらい ひろあき、1973年2月17日 - ）とは、地方競馬のホッカイドウ競馬所属の調教師、元騎手である。勝負服の柄は紫、胴白玉霰。北海道函館市出身、身長166センチ、体重45キロ、血液型B型。函館市立亀田中学校卒業。

## 来歴
1990年3月31日付けで地方競馬騎手免許を取得し、林正夫厩舎から騎手デビュー。。同年4月17日、帯広競馬第7競走（アラ系D級一般戦）ミクロコスモスでレース初騎乗（8頭立て3番人気7着）。同年5月28日、帯広競馬第2競走（サラ系3歳一般戦）でモガミマイカ（10頭立て1番人気）に騎乗し、初勝利を挙げる。
1997年8月2日、札幌競馬第6競走（3歳500万下）でサントパレスに騎乗（11頭立て3番人気6着）し、中央競馬初騎乗。同年10月6日、岩見沢競馬場で行われた第25回北海優駿にてシャーペンアイルに騎乗し、逃げ切り優勝（12頭立て7番人気）。星野純一騎手に代わって急遽騎乗したもので、これが重賞初勝利となる。
2003年、ビックネイチャーに騎乗し華月賞、王冠賞、北海優駿、道営記念に優勝。
2004年9月4日、札幌競馬第4競走（2歳500万下）をオリオンザヴィアンで優勝（12頭立て6番人気）し、中央競馬初勝利。
2006年6月27日、札幌競馬第6競走（D3-1組条件戦）をワンダーアイアンで優勝（7頭立て1番人気）し、地方競馬通算400勝達成。
林正夫調教師が定年となったため、2007年12月1日付けで林和弘厩舎所属となる。
2010年11月27日から翌2011年1月10日まで佐賀競馬場で期間限定騎乗を行う。佐賀での所属は東眞市厩舎。
平成30年度第2回調教師免許試験に合格し、2018年12月1日付けで調教師に転身した。
地方通算成績は8904戦519勝・2着617回・3着661回・勝率5.8%・連対率12.8%、中央競馬通算は52戦1勝・2着3回・3着5回・勝率1.9%・連対率7.7%。

## 主な騎乗馬
- シャーペンアイル（1997年北海優駿）
- エンゼルカロ（1999年栄冠賞）
- ビックネイチャー（2003年華月賞、王冠賞、北海優駿、道営記念、2004年星雲賞）
- コウノトリ（2003年マドモアゼルカップ）

出典:

## 主な管理馬
- コスモポポラリタ（2021年フローラルカップ、ブロッサムカップ）
- リンノレジェンド（2021年瑞穂賞）
- シルトプレ（2021年鎌倉記念）

## 厩舎所属者
- 若杉朝飛(騎手、2021年-)